# 目黒シネマ
目黒シネマ（めぐろシネマ、英語：Meguro Cinema）は、東京都にある日本の映画館である。名画座として営業しており、ロードショー展開された作品からミニシアター系まで邦画、洋画問わず上映している。
目黒駅西口前の映画館であるが、所在地は目黒区ではなく品川区である。
入居するビルにはオーナーである大蔵映画本社（総務・経理）がある。

## 略歴・概要
1955年（昭和30年）、大蔵貢の大蔵映画株式会社が「目黒金龍座」「目黒オリオン座」の2館として、現在の東京都品川区上大崎2丁目24番15号に開業した。1975年（昭和50年）、現在の建物に改築して1館に統一、「目黒オークラ劇場」と名称を変更した。1976年（昭和51年）、現行の「目黒シネマ」に改称した。
第二次世界大戦前、目黒駅を隔てて反対側の東口に「目黒キネマ」が存在したが、資本関係はない。

## 特徴
- 2本立て。
- 座席数は100席。
- 入換え制を採用していない。
- 上映中の作品以外のパンフレットを販売している。
- 映画に関する書籍、パンフレット、資料等の貸出しを行っている。